# Yuanshuo
L'ère Yuanshuo, ou Yuan-chouo (128-123 av. J.-C.) (chinois traditionnel et simplifié : 元朔 ; pinyin : Yuánshuò ; litt. « Première (conquête) au nord ») est la troisième ère chinoise de l'empereur Wudi de la dynastie Han.
Tout comme les premières ères du règne de Wudi, l'ère Yuanguang n'a été proclamée que rétroactivement lorsque Wudi institua le système d'ère.
L'ère Yuanshuo avait été proclamée afin de célébrer l'expédition au nord (« nord » est un des sens du caractère shuo, 朔) de Wei Qing contre les Xiongnu et les sacrifices à l'autel des ancêtres faits à la ville de Longcheng. Cette expédition étant la première offensive directe des Han contre les Xiongnu, ceci fut jugé suffisamment important pour ouvrir une nouvelle ère.

## Chronique

### 1reannée(128av. J.-C.)
- Seconde expédition de Wei Qing contre les Xiongnu.
- Les Dongyi et leur armée de 280 000 hommes se soumettent. Fondation du district de Canghai.

### 2deannée(127av. J.-C.)
- Troisième expédition de Wei Qing contre les Xiongnu.

### 3eannée(126av. J.-C.)
- Après environ 13 ans, l'expédition de Zhang Qian revient.

### 5eannée(124av. J.-C.)
- Quatrième expédition de Wei Qing contre les Xiongnu.

### 6eannée(123av. J.-C.)
- Cinq et sixième expédition de Wei Qing contre les Xiongnu auxquelles participe Huo Qubing.

| Yuanshuo               | 1re année     | 2de année     | 3e année      | 4e année      | 5e année      | 6e année      |
| ---------------------- | ------------- | ------------- | ------------- | ------------- | ------------- | ------------- |
| Calendrier julien      | 128 av. J.-C. | 127 av. J.-C. | 126 av. J.-C. | 124 av. J.-C. | 123 av. J.-C. | 122 av. J.-C. |
| Calendrier sexagésimal | Guichou       | Jiayin        | Yimao         | Bingchen      | Dingsi        | Wuwu          |